# Joop Stoffelen
Johannes Hendricus Stoffelen, detto Joop, (Amsterdam, 23 gennaio 1921 – Lelystad, 26 giugno 2005), è stato un calciatore olandese, di ruolo centrocampista.

## Carriera

### Club
Joop Stoffelen ha iniziato a giocare nelle file dell'Ajax, dove è rimasto fino al 1950, anno del passaggio al Racing Club Parigi. La stagione seguente passa al Tolosa, dove gioca per due anni prima di passare al Blauw-Wit Amsterdam. In carriera ha vinto un campionato olandese e una KNVB beker.

### Nazionale
Con la Nazionale olandese ha giocato dodici partite, senza però mai segnare. Ha esordito il 21 settembre 1947 ad Amsterdam contro la Svizzera; ha giocato l'ultima partita con gli Oranje il 12 novembre 1950 ad Anversa contro il Belgio.
Nel 1948 è stato convocato per i Giochi olimpici di Londra, dove però non è mai sceso in campo.

## Statistiche

### Cronologia presenze e reti in Nazionale
| Cronologia completa delle presenze e delle reti in nazionale ― Paesi Bassi | Cronologia completa delle presenze e delle reti in nazionale ― Paesi Bassi | Cronologia completa delle presenze e delle reti in nazionale ― Paesi Bassi | Cronologia completa delle presenze e delle reti in nazionale ― Paesi Bassi | Cronologia completa delle presenze e delle reti in nazionale ― Paesi Bassi | Cronologia completa delle presenze e delle reti in nazionale ― Paesi Bassi | Cronologia completa delle presenze e delle reti in nazionale ― Paesi Bassi | Cronologia completa delle presenze e delle reti in nazionale ― Paesi Bassi |
| Data                                                                       | Città                                                                      | In casa                                                                    | Risultato                                                                  | Ospiti                                                                     | Competizione                                                               | Reti                                                                       | Note                                                                       |
| -------------------------------------------------------------------------- | -------------------------------------------------------------------------- | -------------------------------------------------------------------------- | -------------------------------------------------------------------------- | -------------------------------------------------------------------------- | -------------------------------------------------------------------------- | -------------------------------------------------------------------------- | -------------------------------------------------------------------------- |
| 21-9-1947                                                                  | Amsterdam                                                                  | Paesi Bassi                                                                | 6 – 2                                                                      | Svizzera                                                                   | Amichevole                                                                 | -                                                                          |                                                                            |
| 14-3-1948                                                                  | Anversa                                                                    | Belgio                                                                     | 1 – 1                                                                      | Paesi Bassi                                                                | Amichevole                                                                 | -                                                                          |                                                                            |
| 18-4-1948                                                                  | Rotterdam                                                                  | Paesi Bassi                                                                | 2 – 2                                                                      | Belgio                                                                     | Amichevole                                                                 | -                                                                          |                                                                            |
| 26-5-1948                                                                  | Oslo                                                                       | Norvegia                                                                   | 1 – 2                                                                      | Paesi Bassi                                                                | Amichevole                                                                 | -                                                                          |                                                                            |
| 9-6-1948                                                                   | Amsterdam                                                                  | Paesi Bassi                                                                | 1 – 0                                                                      | Svezia                                                                     | Amichevole                                                                 | -                                                                          |                                                                            |
| 21-11-1948                                                                 | Anversa                                                                    | Belgio                                                                     | 1 – 1                                                                      | Paesi Bassi                                                                | Amichevole                                                                 | -                                                                          |                                                                            |
| 13-3-1949                                                                  | Amsterdam                                                                  | Paesi Bassi                                                                | 3 – 3                                                                      | Belgio                                                                     | Amichevole                                                                 | -                                                                          |                                                                            |
| 16-4-1950                                                                  | Anversa                                                                    | Belgio                                                                     | 2 – 0                                                                      | Paesi Bassi                                                                | Amichevole                                                                 | -                                                                          |                                                                            |
| 8-6-1950                                                                   | Stoccolma                                                                  | Svezia                                                                     | 4 – 1                                                                      | Paesi Bassi                                                                | Amichevole                                                                 | -                                                                          |                                                                            |
| 11-6-1950                                                                  | Helsinki                                                                   | Finlandia                                                                  | 4 – 1                                                                      | Paesi Bassi                                                                | Amichevole                                                                 | -                                                                          |                                                                            |
| 15-10-1950                                                                 | Basilea                                                                    | Svizzera                                                                   | 7 – 5                                                                      | Paesi Bassi                                                                | Amichevole                                                                 | -                                                                          |                                                                            |
| 12-11-1950                                                                 | Anversa                                                                    | Belgio                                                                     | 7 – 2                                                                      | Paesi Bassi                                                                | Amichevole                                                                 | -                                                                          |                                                                            |
| Totale                                                                     |                                                                            | Presenze                                                                   | 12                                                                         |                                                                            | Reti                                                                       | 0                                                                          |                                                                            |

## Palmarès
- Campionato olandese: 1

Ajax: 1946-1947
- KNVB beker: 1

Ajax: 1942-1943